# Maria Maddalena dell'Incarnazione

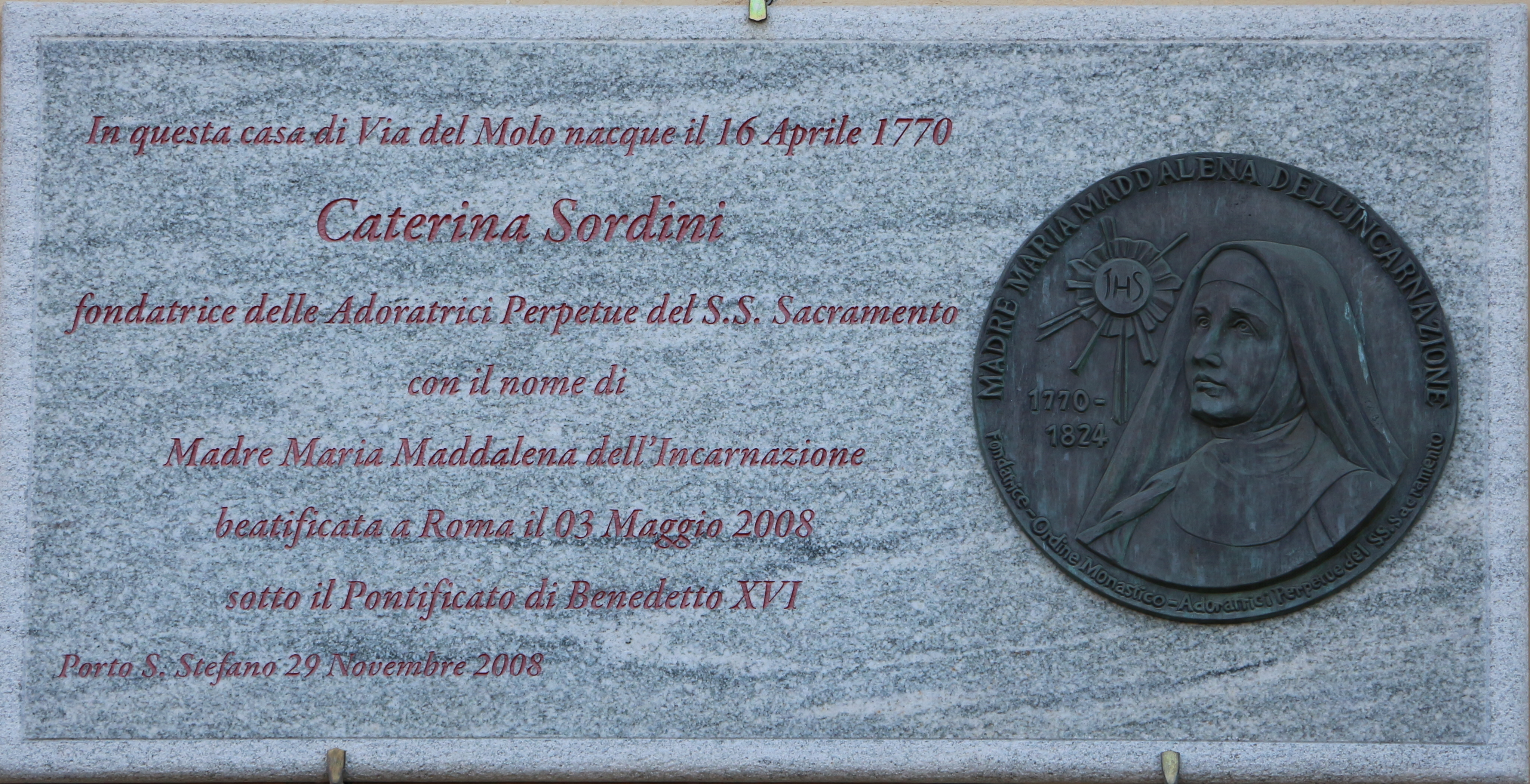
Targa commemorativa all'ingresso della casa natale della beata in via del Molo a Porto Santo Stefano

Maria Maddalena dell'Incarnazione, al secolo Caterina Sordini (Porto Santo Stefano, 16 aprile 1770 – Roma, 29 novembre 1824), è stata una religiosa e mistica italiana, beata, fondatrice delle monache adoratrici perpetue del Santissimo Sacramento.

## Biografia

### Famiglia e vita religiosa
Caterina, figlia di Lorenzo Sordini e Teresa Moizzo, quarta di nove figli, ha vissuto la sua infanzia a Porto Santo Stefano. Nonostante il trascorrere dei secoli, il luogo di nascita conserva intatte molte tracce del passaggio terreno di questa fanciulla, dove la famiglia possedeva un podere, che comprendeva un grande oliveto di circa mille piante, varie vigne e un folto bosco di lecci. Tra i luoghi cari alla religiosa, molto venerato è il leccio di Cala Grande, ancora presente, dove lei amava sostare e pregare in ginocchio, avente alla base alcune impronte che la tradizione attribuisce alla stessa.
Entrò, all'età di sedici anni, nel monastero dei Santi Filippo e Giacomo in Ischia di Castro delle terziarie francescane. L'ingresso fu alquanto tempestoso. Caterina aveva appena rifiutato la proposta di matrimonio del padrone di bastimenti di Sorrento, tal Alfonso Capece, e si fece accompagnare dal padre per una visita al monastero. In realtà vi entrò formalmente, senza che il padre sapesse preventivamente della sua decisione. A 19 anni emise i voti ed assunse il nome di Maria Maddalena dell'Incarnazione.
Secondo la tradizione, nel febbraio 1789 ricevette una rivelazione privata nella quale Gesù le chiedeva di fondare un nuovo ordine di vita contemplativa dedito all'adorazione eucaristica.

### Badessa
Nell'aprile del 1802, a soli 32 anni, venne eletta badessa del convento. Si impegnò nel rafforzare la vita di povertà e di penitenza del convento. Nel 1803 fece visita al convento il sovrano Carlo Emanuele IV di Savoia, re di Sardegna, che volle parlare con la badessa. Il colloquio durò circa due ore. Episodi come questo, insieme ad alcuni fenomeni mistici,  diffusero la fama di Maria Maddalena in tutto il circondario. Nel frattempo, sotto la guida spirituale di padre Giovanni Baldeschi, andò maturando la fondazione di una comunità religiosa monastica che si dedicasse unicamente all'adorazione del santissimo Sacramento.

### Fondazione delle adoratrici perpetue
Con l'autorizzazione di mons. Pierleone, vescovo di Acquapendente, iniziò a redigere la regola del nuovo Istituto religioso. Nel 1807 lasciò il convento di Ischia di Castro e si recò a Roma, dove, con il consenso di papa Pio VII, diede vita al primo convento di adoratrici, in un ex monastero carmelitano presso le Quattro Fontane. L'anno seguente il cardinale della Somaglia, vicario del papa, sottoscrisse il Decreto di approvazione delle Regole. Lo stesso anno, però, i francesi occuparono Roma e sciolsero le comunità religiose, compresa quella delle adoratrici perpetue del santissimo Sacramento. Maria Maddalena fu costretta a riparare in Toscana, dalla quale, però, ritornò a Roma con un gruppo di nuove compagne nel 1814, stabilendosi nella chiesa di Sant'Anna al Quirinale. Nel 1817 viene approvato, sotto la supervisione dello stesso pontefice, l'abito delle monache (tonaca bianca, velo nero e scapolare rosso con un ostensorio bianco ricamato sul petto). Papa Pio VII approvò definitivamente il nuovo istituto nel febbraio del 1818.

### Morte
Morì a Roma il 29 novembre 1824. Fu sepolta in Sant'Anna al Quirinale, con il permesso del papa, che allora aveva la sua residenza nel palazzo del Quirinale, ma nel 1839 le sue spoglie furono traslate nella chiesa di Santa Maria Maddalena a Monte Cavallo, nuova sede di Roma delle Adoratrici Perpetue e contemporaneamente furono avviati i processi canonici per la sua beatificazione. Dal 1968 i suoi resti si trovano nella chiesa del Monastero delle Adoratrici in Roma, traslati il 28 gennaio 2004 nell'area a lei dedicata.

## Culto
Maria Maddalena è stata dichiarata venerabile, in data 24 aprile 2001, da papa Giovanni Paolo II e beatificata da papa Benedetto XVI il 3 maggio 2008 a Roma presso la basilica di San Giovanni in Laterano.
La sua memoria liturgica ricorre il 29 novembre.

## Film sulla religiosa
- Il cantico di Maddalena, regia di Mauro Campiotti (2011)